# Flora (Disney)
Flora es una de las tres hadas buenas de la película La Bella Durmiente.

## Historia
Llega junto a Flora y Flora a darle sus dones a Aurora, pero la malvada bruja Maléfica le lanza un hechizo, al no poder contrarrestarlo, a Flora se le ocurre esconder a la Princesa Aurora en una casita abandonada en medio del bosque llamada la Cabaña del Leñador, bajo el nombre de Rosa, durante 16 años para que Maléfica no la encuentre. Así lo hacen, y para no cometer errores se deshacen de las varitas y de las alas hasta que hayan cumplido su cometido.

## Su poder especial
En el DVD 50 aniversario se desvela que su poder consistiría en controlar las plantas.

## Su don
Su don para Aurora consiste en su "elemento", las plantas, ya que la da la belleza de una flor, labios rojos y cabello dorado.

## Su gran idea
A ella es a la que se le ocurre esconder a Aurora bajo el nombre de Rosa en el bosque, llegando a deshacerse de su magia y sus alas y vistiéndose de campesinas. Cuando se lo está explicando a Fauna y a Primavera, transforma sus vestidos en los de unas campesinas, y no puede evitar su odio hacia el azul, haciendo que el vestido de campesina de Primavera, aparezca rosa, aunque esta ya se encarga de volverlo a su color.

## Su regalo de cumpleaños
Ella decide las tareas de cada hada, y se queda con hacer El vestido de Aurora, y elige que sea rosa, aún con el enfado de Primavera, que lo quería azul. En un principio, decidió que ninguna usara la magia para hacer los regalos, pero tras el razonamiento de Primavera y los desastrosos tresultados (el vestido era horrible, las costuras se caían y la tarta se derretía) deciden usar la magia, tomando precauciones para que no las vean. Al empezar a pelear por el color del vestido, Flora y Primavera, que comienzan a lanzarse hechizos haciendo que el vestido, sus trajes y la tarta que Fauna está preparando, cambien continuamente de rosa a azul. La luz que los hechizos despiden, sale por la chimenea, y el cuervo de Maléfica las descubre.
- Datos: Q5862695